# Gennady Guerasimov
Gennady Ivanovich Guerasimov (em russo, Геннадий Иванович Герасимов; Yelabuga, 3 de março de 1930 - Moscou, 16 de setembro de 2010) foi embaixador da União Soviética no Afeganistão ocupado, tornou-se o porta-voz do presidente Mikhail Gorbachev em 1986 e mais tarde secretário de imprensa de Eduard Shevardnadze. É mais conhecido por haver cunhado, no ano de 1989 e em tom de brincadeira, a expressão Doutrina Sinatra que veio a se consagrar como a denominação da política externa adotada por Gorbachev de não-intervenção nos demais membros do Pacto de Varsóvia. Foi ainda o último embaixador da União Soviética em Portugal (1990 - 25 de dezembro de 1991), e o primeiro da Federação Russa no mesmo país (25 de Dezembro de 1991 a 16 de Março de 1993).

## Atuação e estopim do colapso do "Império Soviético"
Empenhava-se o líder soviético em mostrar sinais ao mundo de que uma nova política estava em curso no Kremlim. Em 1988 o presidente estadunidense Ronald Reagan visitara o país, no que foi visto no mundo como o fim da Guerra Fria, e elogiou as transformações em curso. Mesmo assim, Guerasimov reagiu, dizendo que os russos não gostavam que fossem em sua casa dar lições.
Numa entrevista ao programa estadunidense "Good Morning America" (Bom Dia, América), no dia 25 de outubro de 1989 Guerassimov procurou traduzir uma declaração do Secretário-de-Estado soviético Shevardnadze, em ruptura à anterior Doutrina Brejnev, fazendo a declaração que foi interpretada como a "senha" para o fim do jugo comunista sobre os países do Leste Europeu: "Nós temos agora a doutrina de Frank Sinatra. Ele tem uma música, "I Did It My Way". Assim, cada país decide sobre o seu próprio caminho a tomar". A música citada é My Way, e o verso quer dizer algo como "eu fiz do meu jeito".
A declaração desencadeou o processo que culminou com a saída, via Hungria - país que já abrira suas fronteiras - de milhares de alemães orientais. Quinze dias após ocorre a Queda do Muro de Berlim, símbolo maior do isolamento do leste socialista.
Após o fim da Cortina de Ferro, Guerasimov foi para a Alemanha. É lembrado por ter cunhado frases depois atribuídas a Gorbachev, como a proferida numa coletiva de imprensa, em 7 de outubro de 1989, após uma visita do presidente da Alemanha Oriental, Erich Honecker, que pode ser traduzida como: "Aqueles que chegam atrasados podem pagar com a própria vida", e que foi entendido como ameaça velada a uma possível resistência do líder alemão ao fim do Bloco Socialista.